# Ontarioapfel

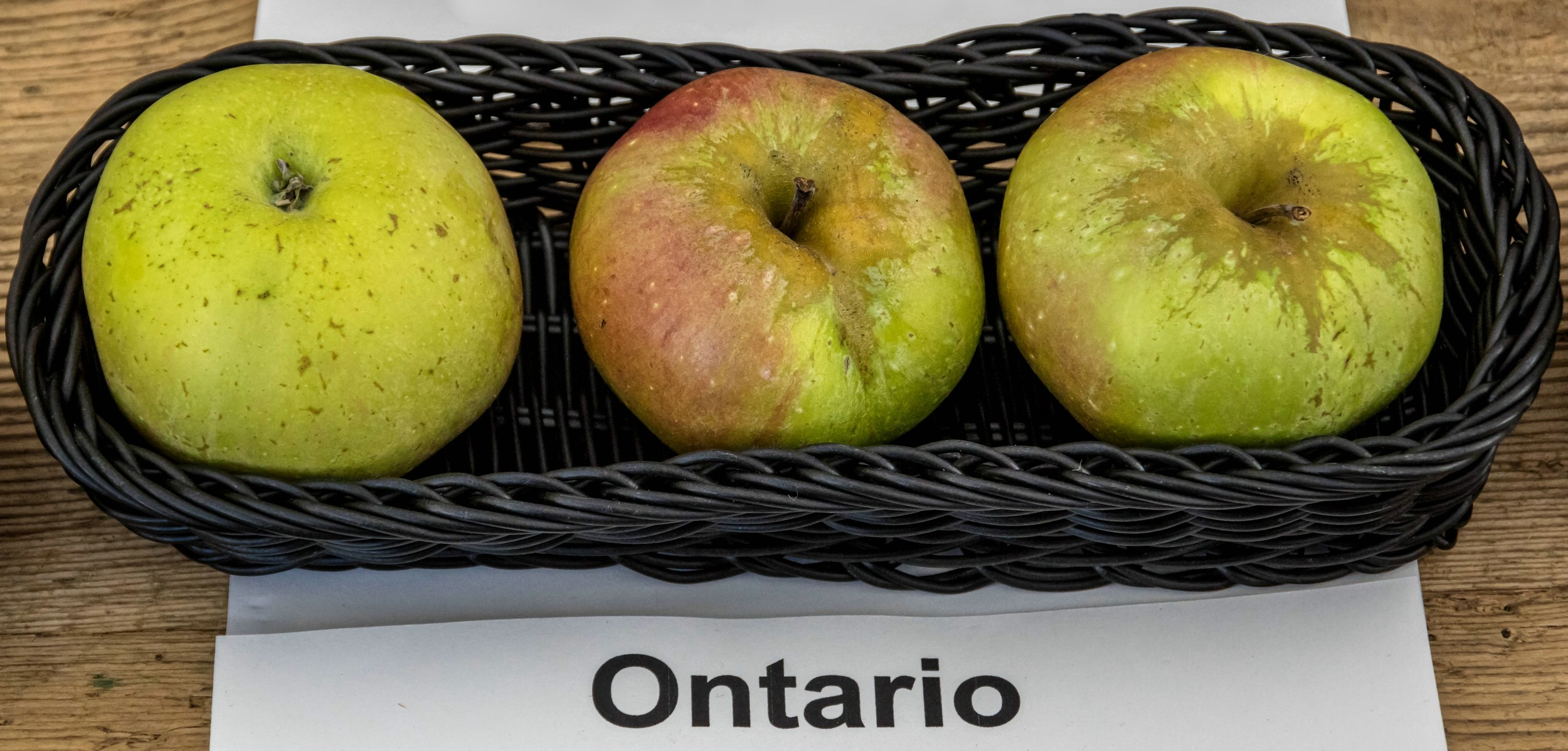
Ansicht der Frucht

Der Ontarioapfel (kurz: Ontario) ist eine zu den Winteräpfeln zählende alte Tafelobstsorte des Kulturapfels (Malus domestica), die 1874 im Nordosten der USA gezüchtet wurde und heute noch in West- und Mitteleuropa angebaut wird. In den 1920er Jahren war er eine der drei Apfelsorten, die zu Reichsobstsorten gewählt wurden.

## Beschreibung

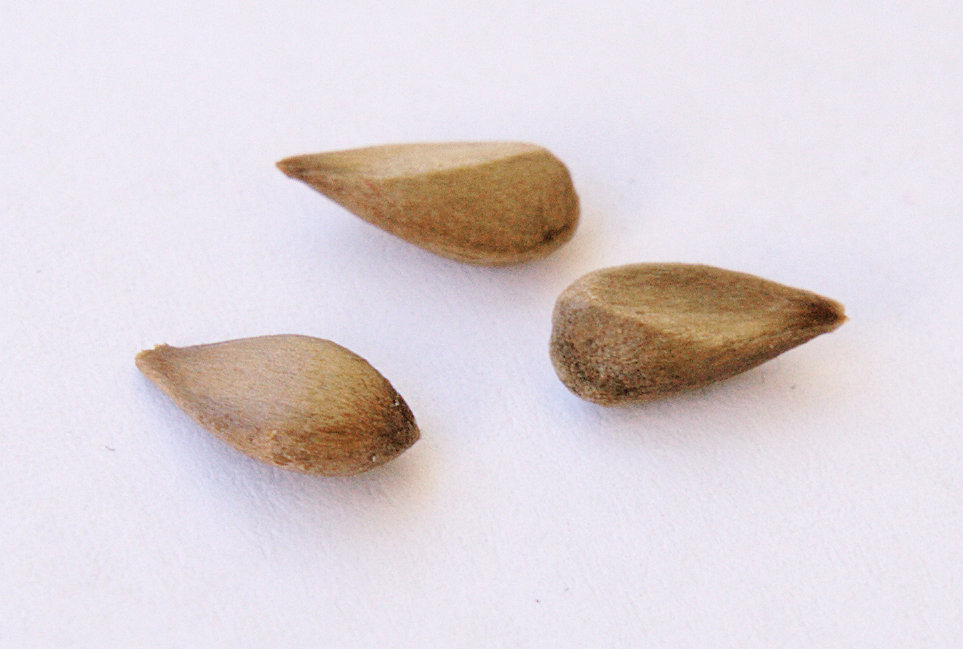
Kerne

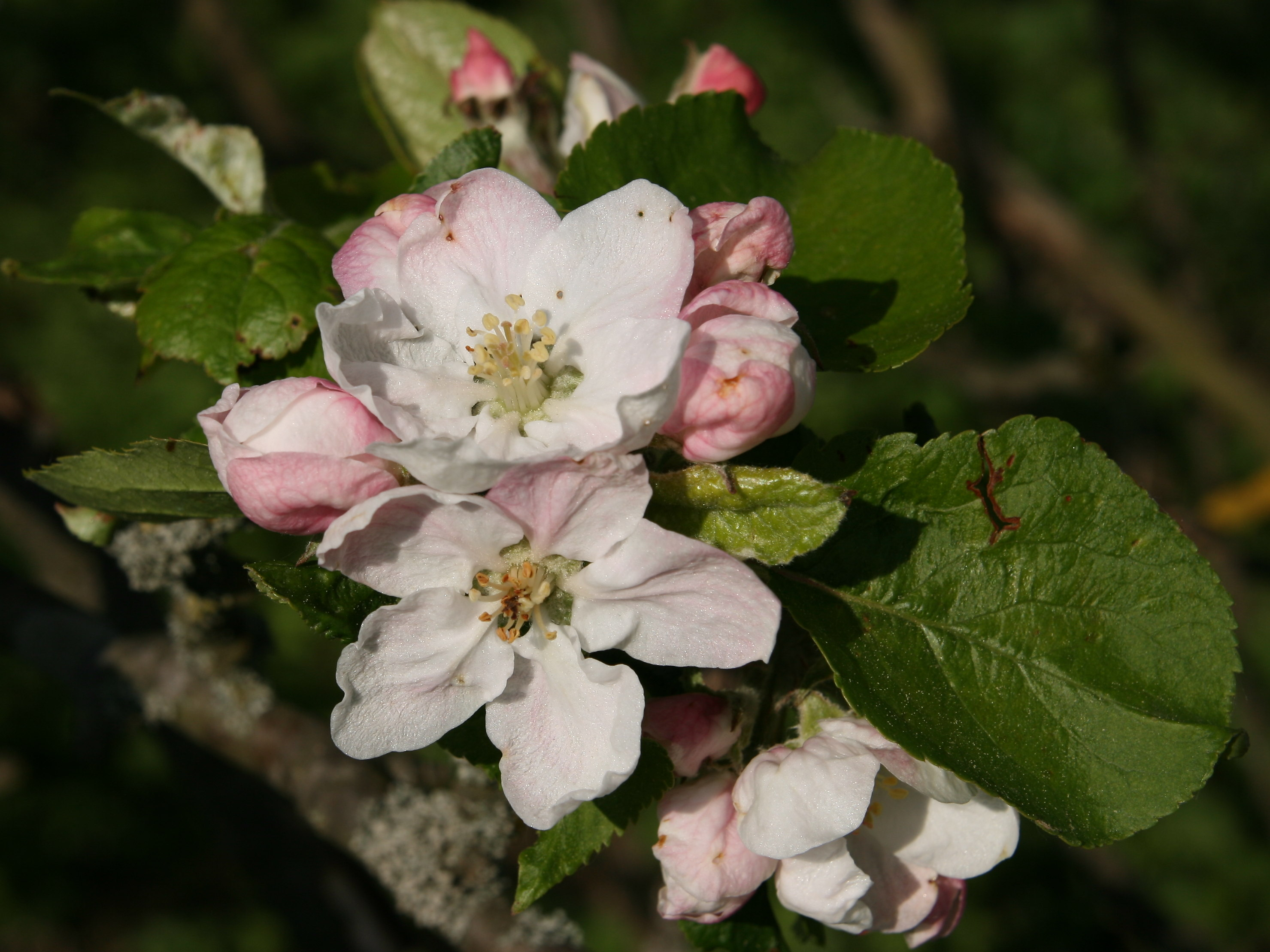
Blüte eines Ontario

Der Baum ist von mittelstarkem Wuchs und benötigt nährstoffreiche Böden. Er blüht mittelspät und trägt große, grünlich-gelbe Früchte, die an der Sonnenseite bläulich-rot bis dunkelrot verwaschen und bläulich bereift sind. Die Schale ist glatt und geschmeidig. Sie weist kleine helle Schalenpunkte auf und kann vereinzelte Rostpunkte tragen. Den Stiel umgibt eine großzügige Höhle, die stärker berostet sein kann. Die Früchte haben ein grünlich-weißes Fruchtfleisch, das weich, feinzellig und saftig ist. Ausgereift ist der Apfel spritzig säuerlich und hat einen hohen Vitamin-C-Gehalt. Aufgrund der flachkugeligen Fruchtform ist die Sorte für Obstsortieranlagen weniger geeignet und daher im Erwerbsanbau in jüngerer Zeit nicht mehr so sehr verbreitet.

## Verwendung
Diese Sorte fruchtet auch in frostigen Jahren, da die Blüten ungewöhnlich frosthart sind, und ist als Pollenspender für andere Apfelsorten beliebt. Da das Holz aber gleichzeitig frostempfindlich ist, eignet sich der Ontario nur für warme Lagen mit Spätfrostgefahr, nicht jedoch für Lagen mit starken Winterfrösten. Mitte Oktober bis Mitte November ist er pflückreif, muss aber gelagert werden, bis er genussreif ist. Er hat eine lange, unproblematische Lagerfähigkeit und kann von Dezember bis Mai gegessen werden. Er eignet sich auch als Backapfel und für die Fruchtsaft-Herstellung.

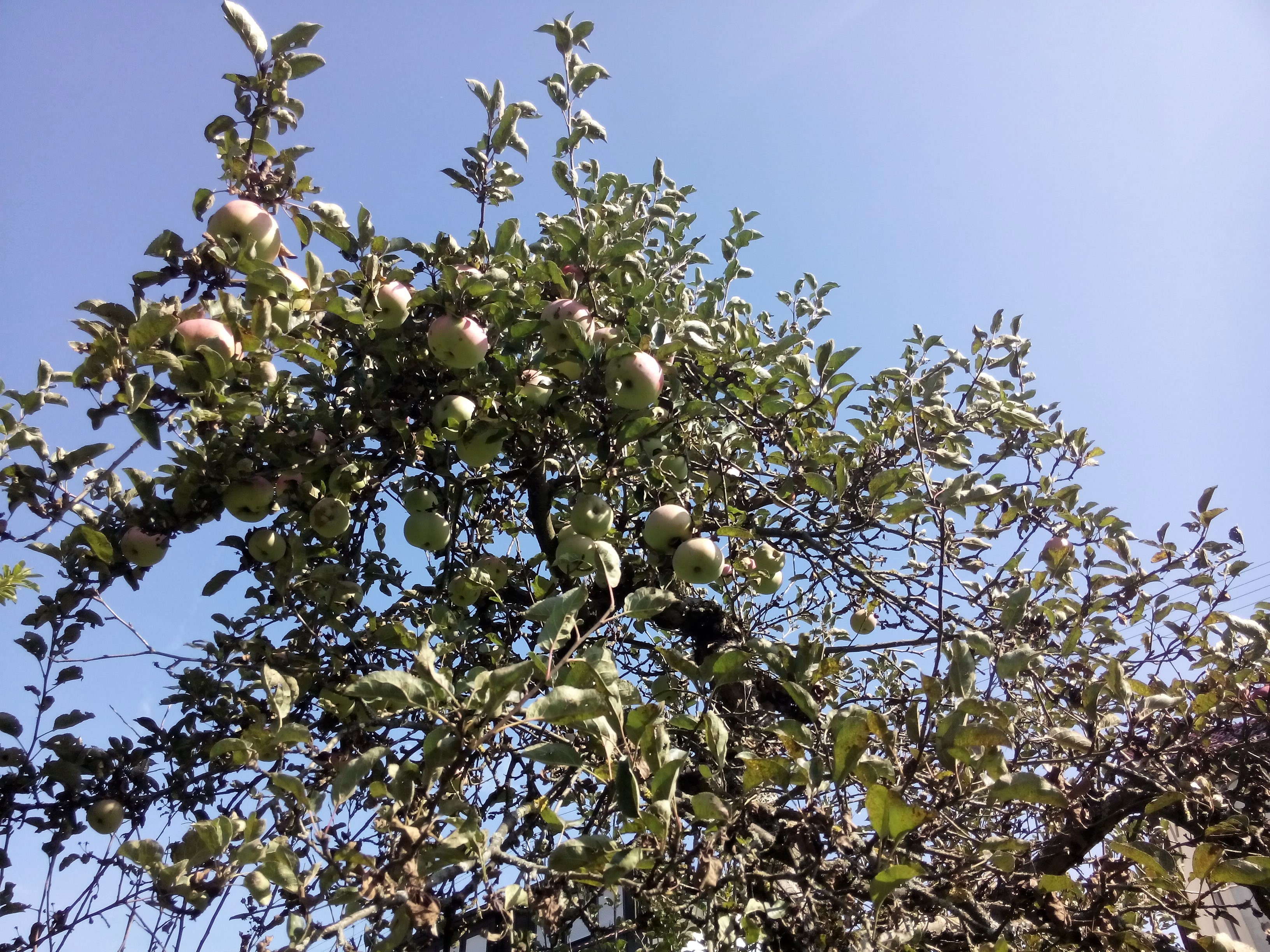
Krone eines Ontarioapfelbaums mit Früchten. Ende September, Standort Backnang (Baden-Württemberg)

## Züchtungen und Geschichte

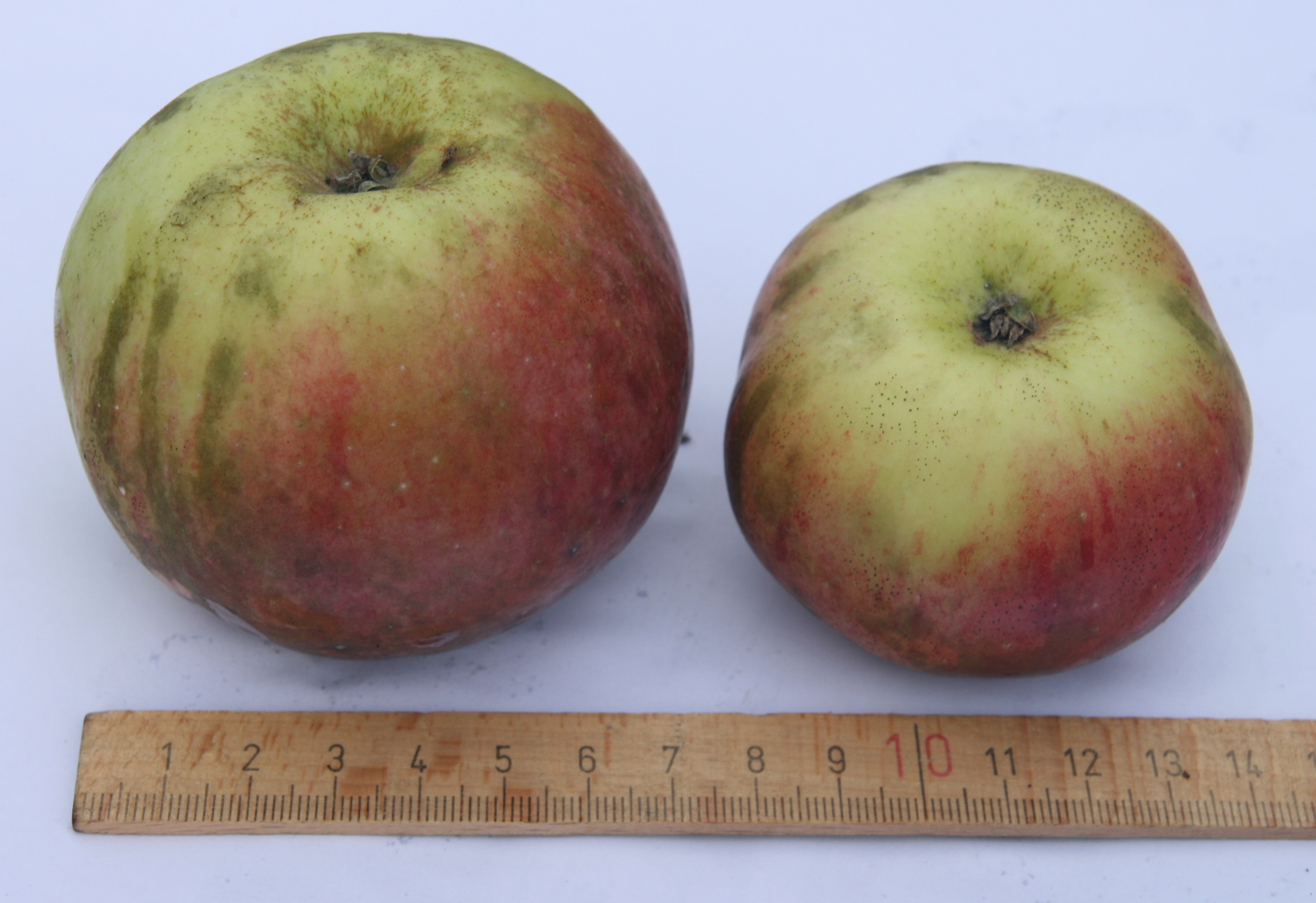
Ontarioäpfel zur Baumreife, Kelchseite

Diese Apfelsorte entstand 1874 im Ontario County (Bundesstaat New York) durch Kreuzung von Northern Spy und Wagenerapfel. In Europa wurde sie 1882 durch die Baumschule Transon Frères aus Orleans in den Handel gebracht.
Um 1900 wurde aus Ontario und Jakob Lebel der Edle von Leipzig sowie 1935 an der Forschungsanstalt Wädenswil aus Ontario und Cox Orangenrenette der Schweizer Orangenapfel gezüchtet.